# 야가이촌
야가이촌(谷貝村)은 이바라키현 마카베군에 일찍이 존재했던 촌이다.

## 지리
- 현재의 사쿠라가와시 서부, 구 마카베정의 북서부에 위치한다.
- 촌 지역은 고원과 평지가 뒤섞인 골짜기가 많은 지형이다.

## 역사
- 1889년 4월 1일 - 정촌제 시행에 의해 마카베군 야가이촌이 성립하였다.
- 1954년 12월 1일 - 마카베정, 가바호촌, 시오촌과 합병해, 새로운 마카베정이 성립하여, 동일 야가이촌은 폐지되었다.

## 인구
| 1891년 | 1,827 |
| 1920년 | 2,216 |
| 1935년 | 2,457 |
| 1950년 | 3,085 |

## 참고문헌
- 『가도카와 일본 지명 대사전 8 茨城県』가도카와 쇼텐（1983年）
- 『全国市町村名変遷総覧』日本加除出版（2006年）